# James A. Michener
James Albert Michener (Doylestown, 1907. február 3. –‎ Austin, 1997. október 16.) amerikai író. Több mint 40 könyvet írt, amelyek többsége hosszú, kitalált családregény volt, sok generáció életét felölelő, meghatározott földrajzi helyeken játszódó, részletes történelemmel. Számos műve bestseller lett, és a Hónap Könyve Klub választotta őket. A könyveibe épített aprólékos kutatásokról is ismert volt.
Michener könyvei közé tartozik a Tales of the South Pacific, amiért 1948-ban elnyerte a szépirodalmi Pulitzer-díjat; Hawaii; The Drifters; Centennial; The Source; The Fires of Spring; Chesapeake; Caribbean; Caravans; Alaska; Texas; Space; Poland; és a The Bridges at Toko-ri. Nem szépirodalmi művei közé tartozik az Iberia, amely spanyolországi és portugáliai utazásairól szól; memoárja, The World Is My Home; és a Sports in America. A Return to Paradise a kitalált novellákat ötvözi Michener tényszerű leírásaival a csendes-óceáni térségről, ahol ezek játszódnak.
Első könyvét Rodgers és Hammerstein népszerű Broadway-musicalje, a South Pacific, majd 1958-ban és 2001-ben azonos című játékfilmként is feldolgozták, ami tovább növelte anyagi sikerét. Számos egyéb történetét és regényét filmekhez és tévésorozatokhoz adaptálták.
Ő írta a Presidential Lottery: The Reckless Gamble in Our Electoral System (Elnöki lottó: A választási rendszerünk vakmerő szerencsejátéka) című könyvet, amelyben elítélte az Egyesült Államok elektori kollégiumi rendszerét. 1969-ben jelent meg, majd 2014-ben és 2016-ban újra kiadták.

## Életrajza
Michener a pennsylvaniai Doylestownban született. Később azt írta, hogy nem tudja, kik a biológiai szülei, sem azt, hogy pontosan mikor és hol született. Egy örökbefogadó anya, Mabel Michener kvékerként nevelte fel Doylestownban, Bucks megyében.
1925-ben érettségizett a Doylestown High School-ban. A pennsylvaniai Swarthmore-i Swarthmore College-ba járt, ahol kosárlabdázott, és tagja volt a Phi Delta Theta testvériségnek. Miután 1929-ben summa cum laude végzett, angol és történelem szakos bachelor fokozatot szerzett, két évig Skóciában utazott és tanult a St. Andrews-i Egyetemen, az Északi-tenger partján fekvő Fife középkori városában, St Andrewsban.
Michener a nagy gazdasági világválság idején a hoboingról (ingyenes tehervonatozásról) beszél, amint azt a History Channel 1998-as Great Depression című dokumentumfilmje is említi.
Középiskolai angoltanárként dolgozott a Pennsylvania állambeli Pottstownban, a The Hill School-ban. 1933 és 1936 között a Newtown-i George School-ban tanított angolt. A Colorado State Teachers College-ba járt Greeley-ben, Colorado államban (1970-ben átnevezték University of Northern Colorado-ra), ahol oktatásból szerzett Master of Arts fokozatot. Érettségi után több évig tanított az egyetemen és a College High School-ban (University Lab School). A University of Northern Colorado könyvtárát 1972 októberében róla nevezték el.
1935-ben Michener feleségül vette Patti Koont. 1939 és 1940 között vendégoktatói állást fogadott el a Harvard Egyetemen, de elment a Macmillan Publishers-hez ahol a társadalomtudományi tanulmányok oktatási szerkesztője lett.
Bár kvékerként lelkiismereti tiltakozónak minősülhetett volna, és nem hívták volna be katonának, Michener a második világháború idején (1941-1945) jelentkezett az Egyesült Államok haditengerészetéhez. Beutazta a Csendes-óceán déli részét különféle megbízatással, amelyet azért kapott, mert bázisparancsnokai tévesen azt hitték, hogy az apja Marc Mitscher admirális. Ezen utazások során szerzett tapasztalatai inspirálták a Tales of the South Pacific' című, áttörést hozó művében megjelent történeteket.

### Írói karrier

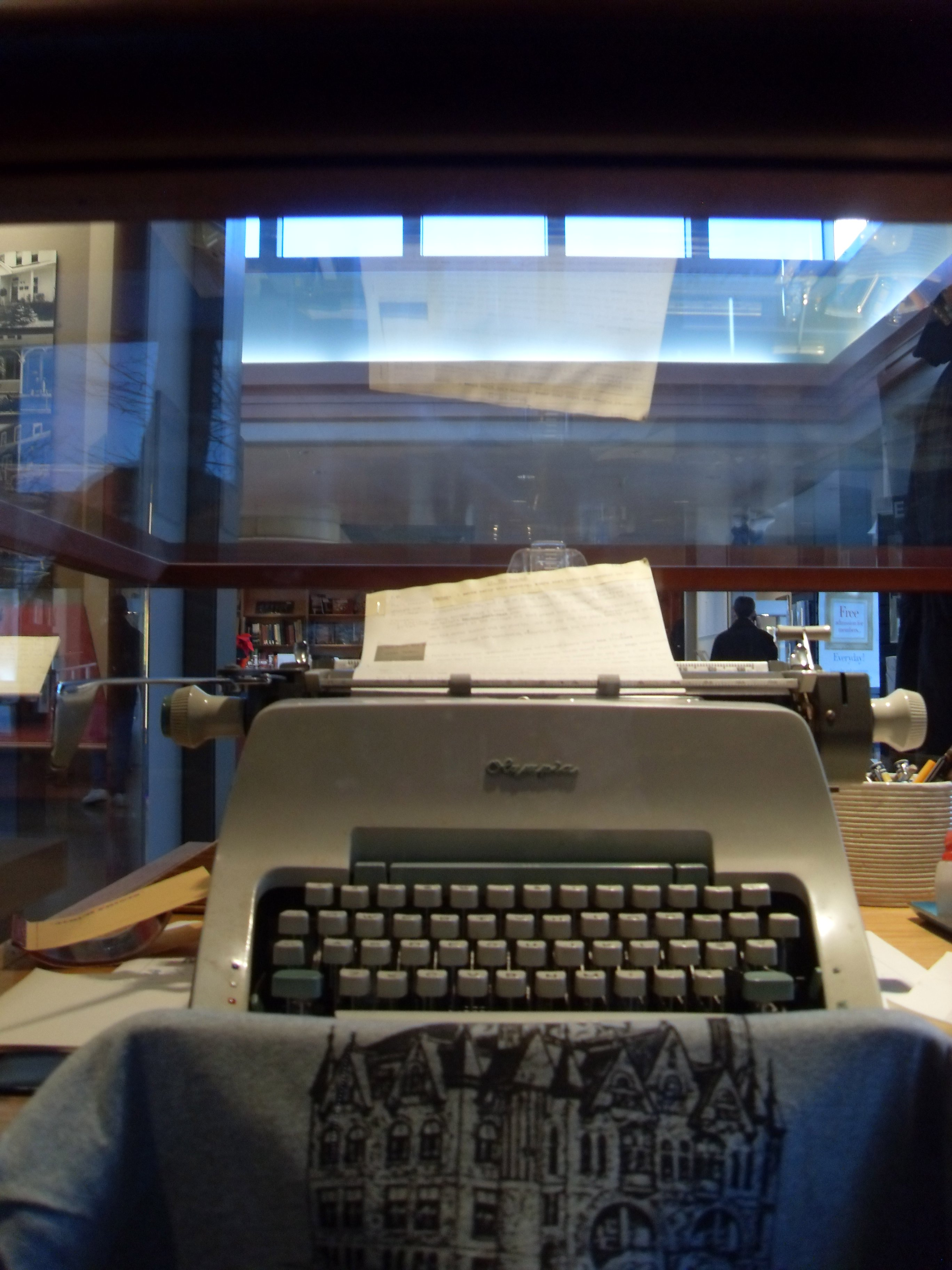
Michener írógépe a James A. Michener Művészeti Múzeumban, Doylestown, Pennsylvania

Michener a második világháború idején kezdte írói pályafutását, amikor az amerikai haditengerészet hadnagyaként a dél-csendes-óceáni térségbe osztották be haditengerészettörténésznek. Jegyzeteit és benyomásait később a Tales of the South Pacific (1947) című első könyvébe foglalta, amelyet 40 éves korában adtak ki. A regény 1948-ban elnyerte a szépirodalmi Pulitzer-díjat, Rodgers és Hammerstein pedig feldolgozta a South Pacific című Broadway-musicalt, amelyet 1949-ben mutattak be a New York-i Broadwayn. A musicalből 1958-ban és 2001-ben azonos című játékfilm is készült.
Próbálkozott televíziós írással, de nem járt sikerrel. Bob Mann amerikai televíziós producer azt akarta, hogy Michener közösen készítsen egy heti Antológiasorozatot a Tales of the South Pacificből, és narrátorként szolgáljon. Rodgers és Hammerstein azonban megvásárolták a regény minden drámai jogát, és nem mondtak le a tulajdonjogukról. Michener 1959-ben egy másik televíziós sorozathoz, az Adventures in Paradise címűhöz adta a nevét, Gardner McKay főszereplésével Adam Troy kapitányt alakította a Tiki III. vitorlás hajón.
Michener már életében is népszerű író volt; regényeiből a becslések szerint 75 millió példányt adtak el világszerte. Hawaii című regénye (1959), amelynek megjelenését jól időzítette, amikor Hawaii az 50. állam lett, kiterjedt kutatásokon alapult. Ezt a megközelítést alkalmazta szinte minden későbbi regényénél, amelyek részletes történelmi, kulturális, sőt geológiai kutatásokon alapultak. A Centennial (1974), amely több generációs családot dokumentált az amerikai Nyugat Sziklás-hegységében, azonos címmel népszerű, 12 részes televíziós minisorozat formájában került feldolgozásra, és 1978 októberétől 1979 februárjáig a National Broadcasting Company (NBC televíziós hálózat) adta le.
Az 1970-es évek közepén Michener az Olvasók kalauza a periodikus irodalomhoz (Readers' Guide to Periodical Literature) című kiadványban dolgozott.
1996-ban a State House Press kiadta James A. Michener: A Bibliography című művét, amelyet David A. Groseclose állított össze. Az 1923-tól 1995-ig tartó több mint 2500 bejegyzés között folyóiratcikkek, előszavak és egyéb munkák találhatók.
Michener bőséges termése hosszú regényeket eredményezett, amelyek közül több is több mint 1000 oldalas. A szerző az Elveszett Mexikómban (My Lost Mexico, 1992) azt állítja, hogy időnként heteken át napi 12-15 órát töltött az írógép előtt, és olyan sok papírt használt, hogy az iktatási rendszere nehezen tudott lépést tartani vele.

### Házasságok
Michener háromszor volt házas. 1935-ben feleségül vette Patti Koont. 1948-ban elváltak, és ugyanebben az évben Michener feleségül vette második feleségét, Vange Nordot.
Egy chicagói ebéden találkozott harmadik feleségével,Mari Yoriko Sabusawával. Az amerikai lányt és japán szüleit nyugati táborokba internálták, amelyeket az amerikai kormány a második világháború első éveiben hozott létre a nyugati parti / csendes-óceáni közösségekből származó japánok fogva tartására. Michener 1955-ben vált el Nordtól, és még ugyanabban az évben feleségül vette Sabusawát. Sabusawa 1994-ben halt meg.
Sayonara (1954) című regénye kvázi önéletrajzi jellegű. Az 1950-es évek elején játszódik, és Lloyd Gruver őrnagy történetét meséli el, aki a koreai háborúban (1950-1953) az Amerikai Egyesült Államok légiereje ász pilótájaként Japánban állomásozik, és beleszeret Hana-ogiba, egy japán nőbe. A regény a kultúrák közötti romantikát követi nyomon, és rávilágít a második világháború utáni időszak rasszizmusára. 1957-ben adaptálták a nagysikerű Sayonara című filmbe, amelyben Marlon Brando, James Garner, Miiko Taka, Miyoshi Umeki és Red Buttons szerepelt; Umeki és Buttons 1958-ban elnyerte a legjobb férfi mellékszereplőnek/színésznőnek járó Oscar-díjat az előadásaiért.

### Politikai karrier
1960-ban Michener volt a Bucks megyei bizottság elnöke, amely a demokrata John F. Kennedyt választotta 35. elnökké. 1962-ben sikertelenül indult a Demokrata Párt jelöltjeként az Egyesült Államok képviselőházába Pennsylvaniából, ezt a döntést később elhibázott lépésnek tartotta. "Az én hibám az volt, hogy 1962-ben demokrata jelöltként indultam a Kongresszusba. [A feleségem] folyton azt mondta: 'Ne csináld, ne tedd.' Vesztettem, és visszatértem a könyvíráshoz." The World Is My Home (A világ az otthonom) című memoárjában Michener úgy jellemezte a hivatalért való indulást, mint "az egyik legjobb dolog, amit valaha tettem, mert a nyilvános kampányolás észhez téríti az embert".
1968-ban Michener a pennsylvaniai Joseph S. Clark amerikai szenátor kampánymenedzsere volt, aki a harmadik ciklusra való újraválasztásáért indult. Clark végül elvesztette a versenyt Richard Schweikerrel szemben, aki egy mérsékelt republikánus volt. Michener később az 1967–1968-as pennsylvaniai alkotmányozó gyűlés titkára volt. Ugyanebben az évben Michener tagja volt a z Elektori Kollégiumnak is, pennsylvaniai demokrataként. Erről az élményről írt egy Presidential Lottery: The Reckless Gamble in Our Electoral System című politológiai szövegben, amely a következő évben jelent meg. Ebben alternatív rendszereket javasolt, beleértve a közvetlen, többségi szavazást az Egyesült Államok elnöki tisztségére és más kreatívabb megoldásokat.

### Emberbarát
Michener jelentős filantróp lett, és több mint 100 millió dollárt adományozott oktatási, kulturális és íróintézményeknek, köztük alma materének, a Swarthmore College-nak, az Iowa Writers Workshopnak és a James A. Michener Művészeti Múzeumnak, és több mint 37 millió dollárt az austini Texasi Egyetemnek. 1992-re ajándékai révén az UT Austin legnagyobb egyéni adományozójává vált. Az évek során Mari Michener jelentős szerepet játszott az adományok irányításában.
1989-ben Michener a McClelland & Stewart kiadónál Kanadában kiadott Journey (1989) című regényének kanadai kiadásából származó jogdíjbevételét adományozta a Journey-díj létrehozására, amely egy 10 000 dollár értékű éves kanadai irodalmi díj, amelyet az év legjobb, feltörekvő kanadai írója által publikált novelláért ítélnek oda.

### Utolsó évei és halála

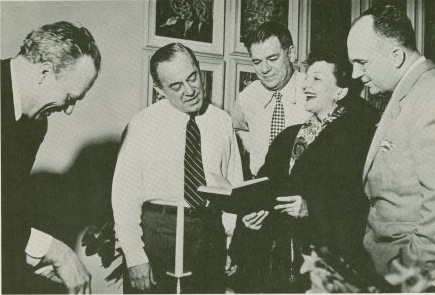
A South Pacific kreatív csapata és sztárja, L–R: Joshua Logan, Richard Rodgers, Oscar Hammerstein II, Mary Martin és Michener (1949)

Michenerék utolsó éveiben feleségével a texasi Austinban éltek, és az austini Texasi Egyetem Michener Íróközpontját támogatták. A Központ hároméves Michener-ösztöndíjat biztosít szépirodalom, költészet, drámaírás és forgatókönyvírás terén kis számú diáknak.
A terminális vesebetegségben szenvedő Michener 1997 októberében befejezte a napi dialíziskezelést, amely négy évig életben tartotta. Azt mondta, hogy elérte, amit akart, és nem akart további testi bonyodalmakat. 1997. október 16-án 90 éves korában veseelégtelenségben halt meg. Elhamvasztották, és a hamvait a felesége mellé helyezték a texasi Austin Memorial Park temetőjében. Michener tiszteletére emlékkő áll az austini Texasi Állami Temetőben.

### Hagyatéka
Michener hagyatékának nagy részét és a könyvek szerzői jogait a Swarthmore College-ra hagyta, ahol főiskolai diplomát szerzett. Iratait a Northern Colorado Egyetemnek adományozta, ahol mesteri fokozatot szerzett.

## Kitüntetések

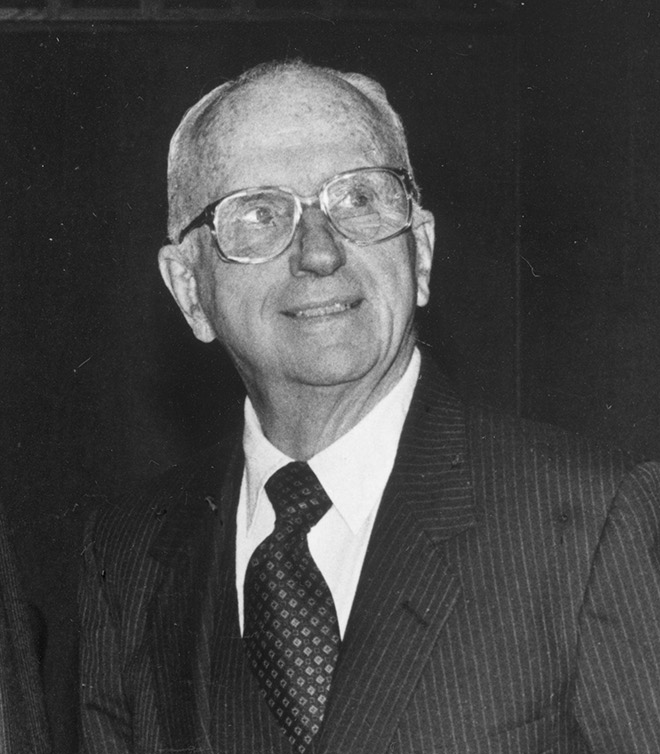
Michener 1985-ben

- 1971-ben Michener megkapta az Academy of Achievement Aranylemez-díját.[36]
- 1980-ban Michener dobta az első dobást a Philadelphia Phillies és a Houston Astros közötti National League Championship második mérkőzésén.[37]
- 1981-ben Michener megkapta a Missouri állambeli St. Louisban a Saint Louis-i Egyetem Könyvtári Társaságának St. Louis-i Irodalmi Díját.
- 1993-ban a U.S. Navy Memorial Foundation Michener-nek ítélte oda a "Lone Sailor Award"-ot a haditengerészeti háborús szolgálatáért és irodalmi eredményeiért.[38]
- 1994-ben Michener támogatta, hogy "Michener's"-nek nevezzék el az Iririki(wd) Island Resort éttermét Port Vilában, Vanuatun. Azt mondta:

"Utazásaim legkedvesebb emlékei közül sokan az Új-Hebridákon - (ma Vanuatu) - az 1940-es évek elején, a csendes-óceáni háború éveiben töltött katonai szolgálati éveimhez nyúlnak vissza... Bár ezek a gyönyörű szigetek sokat változtak a fejlődéssel az azt követő években, a későbbi látogatásokból tudom, hogy a népek barátságossága, fertőző mosolya és nyíltszívűsége örökre az élet egyik kincse marad."

### Posztumusz
- 2008. május 12-én az Egyesült Államok postája 59 centes Distinguished Americans sorozatú bélyeggel tisztelgett előtte.[40]
- Az alma materében, a coloradói Greeleyben található Észak-Coloradói Egyetem könyvtárát a tiszteletére "The James Michener Library"-nek nevezték el. A félemeleten található egy kis kiállítás az ő tárgyaiból, beleértve az egyik írógépét.[41]
- 1998-ban a szingapúri Raffles Hotel(wd) az íróról nevezte el egyik lakosztályát, a szálloda iránti pártfogása és szeretete emlékére. Michener először 1949-ben, a második világháború után szállt meg a szingapúri szállodában. Egy 1987-es interjúban azt mondta, hogy számára, egy fiatalember számára akkoriban luxus volt a Raffles Hotelben megszállni, és hogy élete legjobb időszakát töltötte itt. Egy későbbi útja során visszatért. A lakosztályt hivatalosan Steven J. Green(wd), az Egyesült Államok szingapúri nagykövete keresztelte meg.[18]

### James A. Michener Művészeti Múzeum

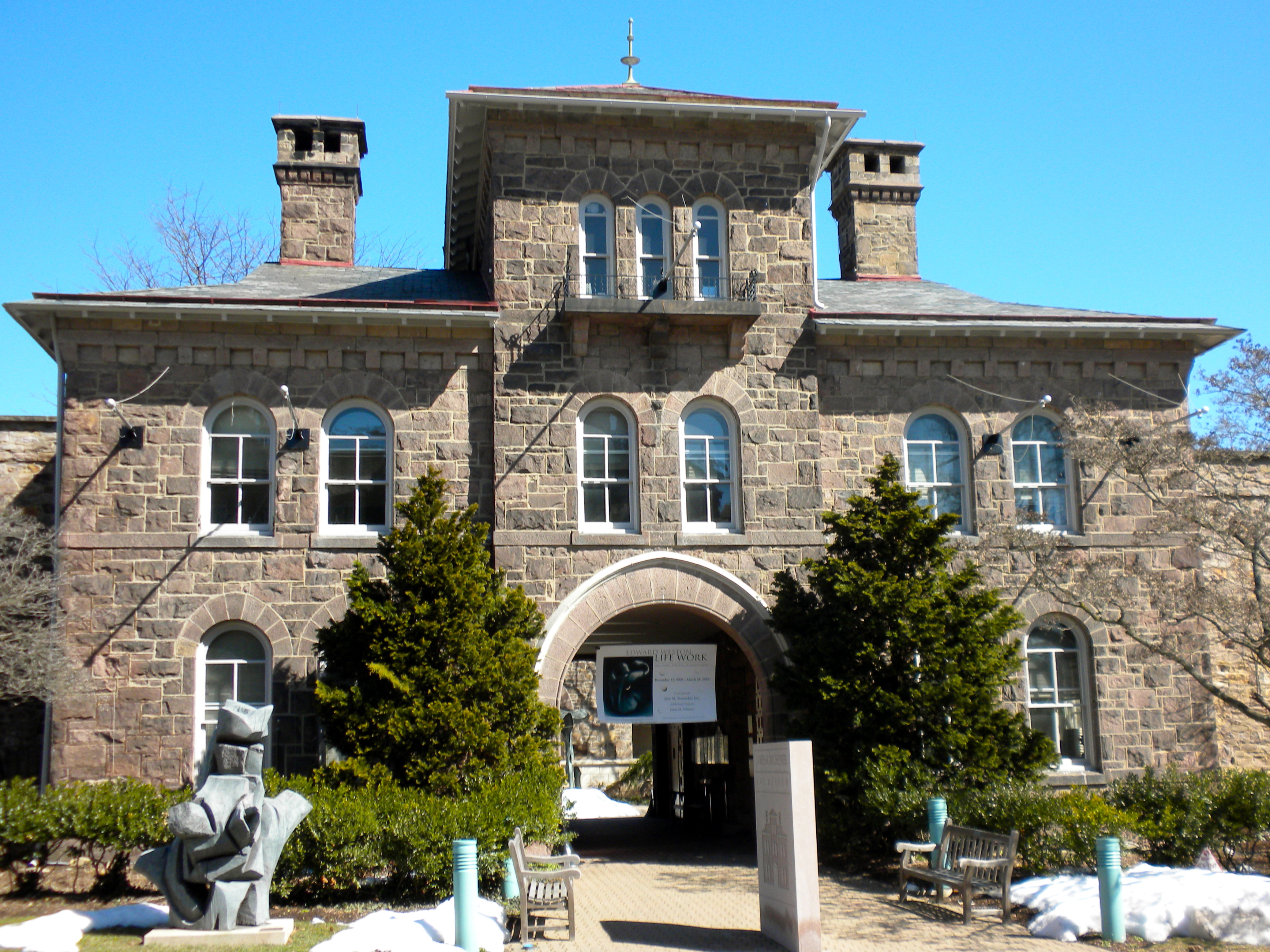
James Michener Múzeum a pennsylvaniai Doylestownban

Az 1988-ban Michener szülővárosában, a pennsylvaniai Doylestownban megnyitott James A. Michener Művészeti Múzeum helyi és ismert művészek gyűjteményeinek ad otthont. Michener 1996-ban 5,5 millió dollárt ajánlott fel a múzeumnak. 1996-ban egy régi állami börtön maradványaiból épült a múzeum nonprofit szervezet, amely állandó és változó gyűjteményekkel egyaránt rendelkezik. Két kiemelkedő állandó berendezési tárgy a James A. Michener kiállítóterem és a Nakashima olvasóterem, amelyet harmadik felesége japán származásának tiszteletére építettek. A múzeum a pennsylvaniai impresszionista festmények állandó gyűjteményéről ismert.

### James A. Michener Társaság
A James A. Michener Society 1998 őszén alakult. A társaság olyan emberekből áll, akik közös érdeklődési körrel rendelkeznek, valamint Michener életének és munkásságának tisztelői. A társaság különféle tevékenységeket támogat, és elektronikus internetes hírlevelet ad ki. A tagok éves találkozóit a Michener életéhez szorosan kapcsolódó helyszíneken tartják. A társaság céljai:
- James A. Michener mint író, tanár, történész, közszolga, hazafi és emberbarát szellemi örökségének megőrzése,
- Biztosítani, hogy a jövő nemzedékei teljes mértékben hozzáférhessenek írásaihoz,
- Az írásaival kapcsolatos eszme- és információcsere előmozdítása,
- Ösztönözze az írásai olvasói közötti közösséget,
- Tájékoztassa a Társaság híveit és tagjait az írásaival kapcsolatos legújabb publikációkról és kritikákról.

## Művei
A regények, novellák és nem szépirodalmi művek írása mellett Michener sokat foglalkozott filmekkel, tévésorozatokkal és rádiózással is. Az alábbiakban csak egy válogatás a Library of Congress aktáiban található listákból.

### Szépirodalom
| Title                      | Year Published | Description |
| -------------------------- | -------------- | --- |
| Tales of the South Pacific | 1947           | Pulitzer-díjas gyűjteménye, amely a második világháborúról szóló, egymásra épülő novellákat tartalmaz. |
| The Fires of Spring        | 1949           | Ez a felnőtté válásról szóló történet az árva David Harper életét és szerelmét követi Amerikában. |
| Return to Paradise         | 1950           | Nyolc esszé, amelyek mindegyike egy-egy dél-csendes-óceáni szigetet ír le, és amelyeket egy-egy novella követ az adott szigetről. |
| The Bridges at Toko-ri     | 1953           | Ez a kisregény a koreai háborúban harcoló fiatal amerikai katonák életének krónikája. |
| Sayonara                   | 1954           | Az 1950-es évek elején játszódik, és Gruver őrnagy, egy Japánban állomásozó katona történetét meséli el, aki beleszeret Hana-Ogi japán nőbe. A regény az ő kultúrákon átívelő románcukat követi nyomon, és rávilágít a második világháború utáni időszak rasszizmusára. |
| Hawaii                     | 1959           | Ez a történelmi regény Hawaii történelmének évszázadait öleli fel, és feltárja azokat a számtalan hatást, amelyek az állam népét és tájait alakították. |
| Caravans                   | 1963           | Ez a regény egy afgán mérnökhöz férjhez ment amerikai nőt kereső amerikai diplomata szemszögéből mutatja be a második világháború utáni Afganisztán kulturális változásait.                                                                                             |
| The Source                 | 1965           | A forrásban Michener a zsidóság eredetét és felemelkedését meséli el a korai héberektől kezdve egészen a modern arab-izraeli konfliktusig. |
| The Drifters               | 1971           | A The Drifters fiatal utazók életét vizsgálja, akik értelmet keresnek a vietnámi háború korszakában. |
| Centennial                 | 1974           | A Centenárium, Michener egyik legelismertebb regénye, Colorado, a százéves állam történetét meséli el a geológiai kezdetektől egészen az 1976-os kétszázadik évfordulóig.                                                                                               |
| Chesapeake                 | 1978           | Ez a regény egy marylandi tengerparti közösség történetét meséli el Michener jellegzetes stílusában. |
| The Watermen               | 1978           | Részlet a Chesapeake című nagyobb regényéből, amelyet ugyanabban az évben adott ki a Random House. |
| The Covenant               | 1980           | Michener az őskori bozótemberektől a brit gyarmatosítókig követi nyomon Dél-Afrika történetét a kezdetektől a második búr háborúig. |
| Space                      | 1982           | Tudósok, űrhajósok és politikusok élete fonódik össze ebben az Egyesült Államok űrprogramjáról szóló fiktív beszámolóban. |
| Poland                     | 1983           | A lengyelországi utazásai által inspirált Michener-regény a lengyel történelmet és kultúrát vizsgálja az 1200-as évektől egészen az 1980-as évekig. |
| Texas                      | 1985           | Ebben a több mint 400 évet felölelő könyvben Michener Texas eredetét, történelmét és kultúráját mutatja be. |
| Legacy                     | 1987           | A Legacy az Irán-Contra-botrány kitalált történetét mutatja be egy ellentmondásos amerikai alezredes szemszögéből. |
| Alaska                     | 1988           | Ez a regény Alaszka történetét követi nyomon az őskortól az aranylázon át a második világháborúig. |
| Caribbean                  | 1989           | Ez a regény a karibi térség történetét tárja fel, elmeséli Kolumbusz érkezését, a kalózok korát, a jamaicai cukorültetvények felemelkedését, és eljut egészen napjaink problémáihoz.                                                                                    |
| Journey                    | 1989           | Az Alaszkából származó fejezet alapján készült Utazás egy brit bányászexpedíció megpróbáltatásait követi nyomon a Klondike-i aranyláz idején. |
| The Novel                  | 1991           | A regény egy könyv történetét meséli el a keletkezéstől a megjelenésig, az író, a szerkesztő, az olvasó és a kritikus egymást keresztező elbeszélésein keresztül. |
| Mexico                     | 1992           | Egy amerikai újságíró, Norman Clay nemcsak azért érkezik Mexikóba, hogy tudósítson két híres matador párbajáról, hanem azért is, hogy többet megtudjon családja múltjáról.                                                                                              |
| Recessional                | 1994           | A Recessional, Michener utolsó regénye, egy orvos kihívásait mutatja be, aki egy szokatlan beteget ápol egy floridai hospice-intézetben. |
| Miracle in Seville         | 1995           | A Csoda Sevillában egy amerikai író szemével meséli el a spanyolországi bikaviadalok kultúráját. |
| Matecumbe                  | 2007           | A Floridában játszódó Matecumbe egy kis, karakterközpontú történet, amely egy elvált, párhuzamosan élő anya és lánya kapcsolatát mutatja be. |

### Könyvek — non-fiction
| Title                                                                  | Year published | Notes |
| ---------------------------------------------------------------------- | -------------- | --- |
| The Future of the Social Studies ("The Problem of the Social Studies") | 1939           | Szerkesztő |
| The Voice of Asia                                                      | 1951           | A The Voice of Asia (Ázsia hangja), 1951-ben megjelent tizenöt cikkből álló összeállítás, amely Michener személyes tapasztalatait mutatja be, amikor a második világháború után Ázsiába utazott.                |
| The Floating World                                                     | 1954           | Michener a grafikákat kísérő szövegben részletezi, hogy az Edo-kor japán grafikusai hogyan tartották életben művészetüket a kormányzati korlátozások ellenére.                                                  |
| The Bridge at Andau                                                    | 1957           | A magyar állambiztonsági rendőrség brutális üldözése elől menekülő menekültek százainak élményeit mutatja be.                                                                                                   |
| Rascals in Paradise                                                    | 1957           | Ebben a rövid művekből álló gyűjteményben Michener és Day tíz valódi kalandor izgalmas történetét mutatja be.                                                                                                   |
| Japanese Prints: From the Early Masters to the Modern                  | 1959           | A Michener által írt szöveggel ellátott könyv Jack Levine művész Japánban tett utazása során készült vázlatait mutatja be. Richard Lane jegyzeteit is tartalmazza.                                              |
| Report of the County Chairman                                          | 1961           | Michener, aki a Bucks megyei Polgárok Kennedyért Bizottság elnökeként tevékenykedett, beszámol a John F. Kennedy mellett folytatott kampány folyamatáról Pennsylvaniában.                                       |
| The Modern Japanese Print: An Appreciation                             | 1968           | Michener ebben a limitált példányszámú könyvben japán fametszetmesterek tíz művét kommentálja. |
| Iberia                                                                 | 1968           | Ebben az útleírásban Michener Portugália és Spanyolország kultúráját, történelmét és földrajzát tárja fel. |
| Presidential Lottery                                                   | 1969           | Az 1972-es választások előtt írt, nem szépirodalmi kötet az amerikai választási rendszer korlátait vizsgálja, és reformokat javasol.                                                                            |
| The Quality of Life                                                    | 1970           | Bemutatja az 1970-es évek amerikai politikájával és kultúrájával kapcsolatos reflexióit és kritikáit, valamint a jövőre vonatkozó javaslatait.                                                                  |
| Kent State: What Happened and Why                                      | 1971           | A Kent State-ben Michener azt vizsgálja, hogy 1970-ben az ohiói nemzeti gárda fegyvertelen egyetemi hallgatókra lőtt.                                                                                           |
| A Michener Miscellany: 1950–1970                                       | 1973           | Ez az esszégyűjtemény Michener 1950 és 1970 között megjelent műveit tartalmazza. |
| Firstfruits: A Harvest of 25 Years of Israeli Writing                  | 1973           | A Michener által szerkesztett Firstfruits az ország fennállásának első 25 évéből származó kiemelkedő izraeli novellákat gyűjti össze.                                                                           |
| Sports in America                                                      | 1976           | Ebben a kötetben Michener az amerikai sportkultúra jelenségét és a velejáró problémákat vizsgálja. |
| About Centennial: Some Notes on the Novel                              | 1978           | Michener ebben az egyedülálló ajánlatában a Centennial megírásának folyamatát vázolja fel ebben a csak könyvtáraknak és kiválasztott könyvkereskedőknek kiadott könyvben.                                       |
| James A. Michener's USA: The People and the Land                       | 1981           | Szerkesztette Peter Chaitin; Michener előszava. |
| Collectors, Forgers—and a Writer: A Memoir                             | 1983           | Michener ebben a limitált példányszámú könyvben életének korai hatásairól elmélkedik. |
| Six Days in Havana                                                     | 1989           | A Caribbean, Six Days in Havana című regényéhez tett kubai kutatóútja alapján Michener visszaemlékezése a Havannában megismert élénk emberekről és tájakról.                                                    |
| Pilgrimage: A Memoir of Poland and Rome                                | 1990           | A Zarándoklat részben útleírás, részben emlékirat, 'melyben Michener beszámol lengyelországi és olaszországi utazásairól, és elmélkedik II. János Pál pápával, Stan Musial-lal és másokkal való kapcsolatairól. |
| The Eagle and the Raven                                                | 1990           | Texas történelmének azt az időszakát meséli el, amikor a renegát Sam Houston a mexikói Tejas államba emigrált, és segített az 1836-os forradalom vezetésében Santa Anna mexikói elnök ellen.                    |
| My Lost Mexico                                                         | 1992           | Elmeséli a Mexikó című regénye megírásának és szerkesztésének folyamatát, amelyet 30 évig félretett, mielőtt 1992-ben befejezte.                                                                                |
| The World Is My Home                                                   | 1992           | A The World Is My Home, Michener legszélesebb ívű memoárja, amely az író reflexióit mutatja be életéről és pályafutásáról egyaránt.                                                                             |
| Creatures of the Kingdom                                               | 1993           | Tizenöt, állatokkal foglalkozó szegmens gyűjteménye Hawaii, Centennial, Chesapeake, The Covenant, Texas és Alaska című írásaiból, valamint egy eredeti történet.                                                |
| Literary Reflections                                                   | 1993           | Irodalmi reflexiók, visszaemlékezéseinek gyűjteménye, amely tartalmazza a Collectors, Forgers—and a Writer and Testimony újranyomtatott szövegét is.                                                            |
| William Penn                                                           | 1994           | Monográfiája William Penn, Pennsylvania állam alapítója és első kormányzója életéről és hitéről. |
| Ventures in Editing                                                    | 1995           | Ebben a korlátozott példányszámú könyvben Michener az írói és kiadói folyamathoz fűz megjegyzéseket. |
| This Noble Land                                                        | 1996           | This Noble Land: My Vision for America, a nemzet erősségeit és gyengeségeit, valamint a szerző reményeit írja le a jövőjével kapcsolatban.                                                                      |
| Three Great Novels of World War II                                     | 1996           | A második világháborús regények összeállítása, amelyben Tales of the South Pacific című regénye mellett Thomas Heggen Mr. Roberts és Leon Uris Battle Cry című műve is szerepel.                                |
| A Century of Sonnets                                                   | 1997           | Verseinek ez a gyűjteménye több mint száz verset tartalmaz, amelyeket hetven év alatt írt. |

### Adaptációk
| Title                                                     | Cím                        | Notes |
| --------------------------------------------------------- | -------------------------- | --- |
| South Pacific                                             |                            | 1949-es Broadway musical a Tales of the South Pacific (1946) című regénye alapján. |
| The Bridges at Toko-Ri                                    | Toko-ri hídjai             | 1954-es film a The Bridges at Toko-ri (1953) című regény alapján. |
| Return to Paradise                                        | Visszatérés a Paradicsomba | 1953-as film a Return to Paradise (1951) című gyűjtemény "Mr. Morgan" című novellája alapján. |
| Men of the Fighting Lady (also known as Panther Squadron) |                            | 1954-es film, amelyet a Saturday Evening Post "The Forgotten Heroes of Korea" című cikke ihletett. |
| Until They Sail                                           | Sziget a napon             | 1957-es film, amely a Return to Paradise című kötetben szereplő novellán alapul. |
| Sayonara                                                  | Szajonara                  | 1957 A filmet 10 Oscar-díjra jelölték, négyet nyert, köztük a legjobb női mellékszereplőnek járó Oscar-díjat Miyoshi Umeki, ő az első kelet-ázsiai színésznő, aki Oscar-díjat kapott. A Sayonara (1954) című félig önéletrajzi ihletésű regény alapján készült. |
| South Pacific                                             | Déltenger                  | 1958-as film a Rodgers és Hammerstein musical alapján, amely viszont a Tales of the South Pacific (1946) című regényen alapul. |
| Adventures in Paradise                                    |                            | 1959–62 Michener által készített televíziós sorozat. |
| Hawaii                                                    |                            | 1966-os film a Hawaii (1959) című regény alapján. |
| The Hawaiians                                             | A szigetek ura             | 1970-es film a Hawaii (1959) című regény alapján. |
| Centennial                                                |                            | 1978 TV-minisorozat a Centennial (1974) című regény alapján. |
| Caravans                                                  | Karavánok                  | 1978-as film Anthony Quinn főszereplésével a Caravans (1963) című regény alapján. |
| Space                                                     |                            | 1985 TV minisorozat a Space (1982) című regény alapján. |
| James A. Michener's Texas                                 |                            | 1994 TV minisorozat a Texas (1985) című regény alapján. |
| South Pacific                                             | Szerelem és háború         | 2001-es tévéfilm a Rodgers és Hammerstein musical alapján, amely a Tales of the South Pacific (1946) című regényen alapul. |

### Magyarul megjelent
- A híd Andaunál (1956) (The Bridge at Andau) – Flitter GMK, Budapest, 1994 · Fordította: Hidas Zoltán
- Útvesztő (Caravans) – Jokerex, Budapest, 1996 · ISBN 9638555106 · Fordította: Süle Gábor
- A forrás I-II. (The Source) – Európa, Budapest, 2001 · ISBN 9630770393 · Fordította: Simóné Avarossy Éva
- Hawaii I-II. (Hawaii) – Európa, Budapest, 2004 · ISBN 9630774992 · Fordította: Urbán Erika

## Fordítás
- Ez a szócikk részben vagy egészben  a   James A. Michener című angol Wikipédia-szócikk fordításán alapul.  Az eredeti cikk szerkesztőit annak laptörténete sorolja fel. Ez a jelzés csupán a megfogalmazás eredetét és a szerzői jogokat jelzi, nem szolgál a cikkben szereplő információk forrásmegjelöléseként.